# Národní obranný svaz
Národní obranný svaz byla odbojová skupina pracující proti nacistickému Německu na území Protektorátu Čechy a Morava mezi lety 1940 a 1942.
Odbojovou skupinu Národní obranný svaz založil na podzim roku 1940 právník, bývalý legionář a činovník Národní obce fašistické JUDr. Jan Karlík. Funkci vojenského velitele skupiny zastával divizní generál Jan Šípek a zemským velitelem byl ustanoven pplk. Jan Kolář. Skupina si stanovila za úkol rušit či zpomalovat přesuny nepřátelských vojsk a válečného materiálů na frontu, získávat zbraně a připravovat se k povstání, organizovat sabotáže a další rušivé činnosti např. podporu akce "Nečtěte noviny". Činnost skupiny pokrývala českou část protektorátu. Kromě Prahy se významné buňky nacházely v Hradci Králové pod vedením pplk. Jaroslava Neubauera, v Čáslavi pod vedením mjr. Miloně Micky a dále v Plzni, Mělníku či Kutné Hoře. Do činnosti skupiny zapojil Jan Karlík i členy své rodiny. Prostřednictvím mjr. Jaroslava Purkyta a přes Františka Pecháčka navázala skupina spolupráci se sokolským odbojem díky čemuž se Národní obranný svaz mezi lety 1941 a 1942 spolupodílel i na podpoře výsadkářů z Velké Británie. Skupina nebyla důsledná v konspiraci a gestapu se podařilo nasadit do ní pětici konfidentů pod vedením Jaroslava Nachtmanna. Jan Karlík byl zatčen 9. dubna 1942 a před soudem stanulo dalších padesát příslušníků organizace, z nichž někteří včetně Jana Karlíka zaplatili životem. Sám Jan Karlík byl zastřelen 19. srpna 1944 dopoledne v Malé pevnosti terezínského koncentračního tábora, v Drážďanech byl dne 11. srpna 1943 popraven Jaroslav Purkyt a 15. října 1943 tamtéž Miloň Micka. Jan Šípek a Jan Kolář věznění přežili